# Village suisse

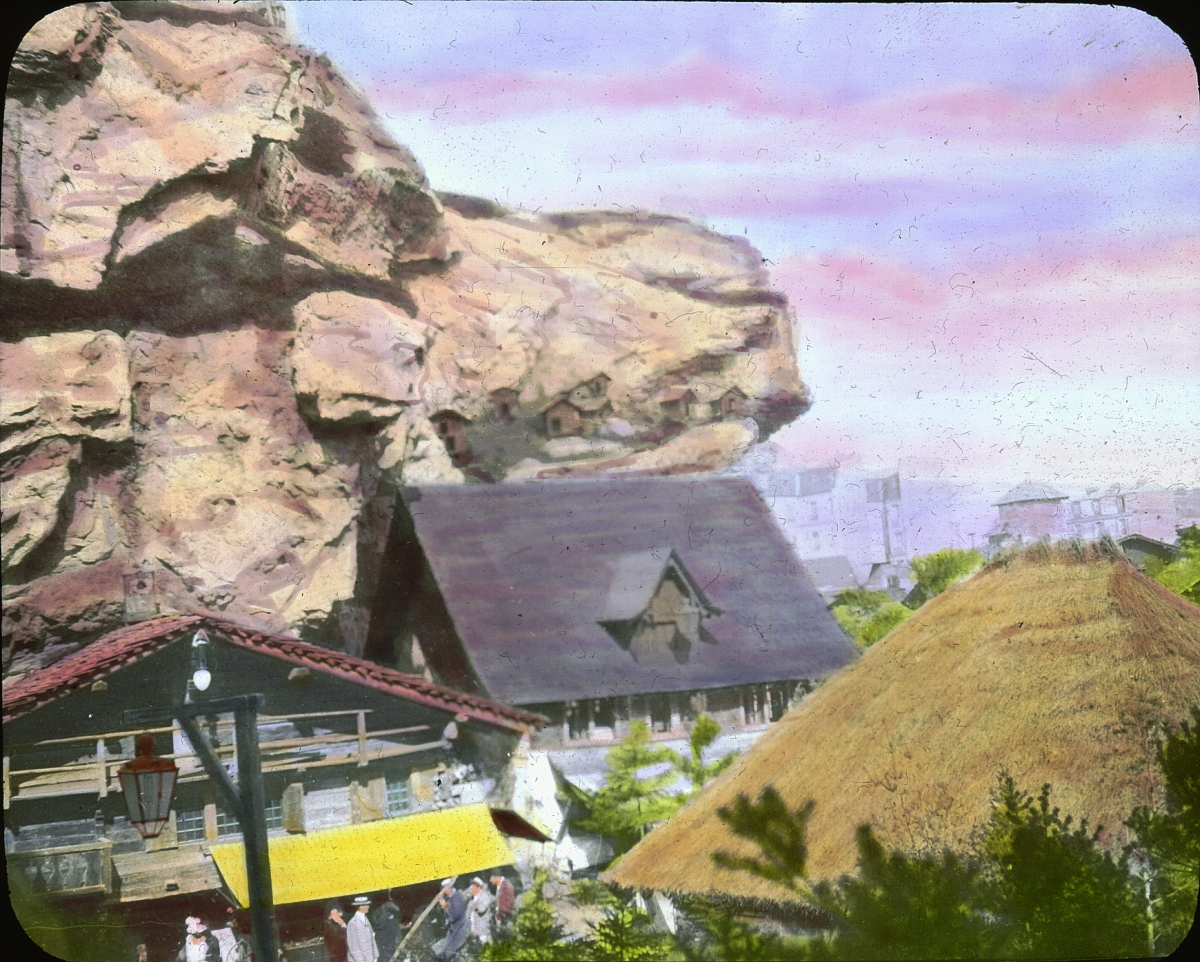
Village suisse v roce 1900

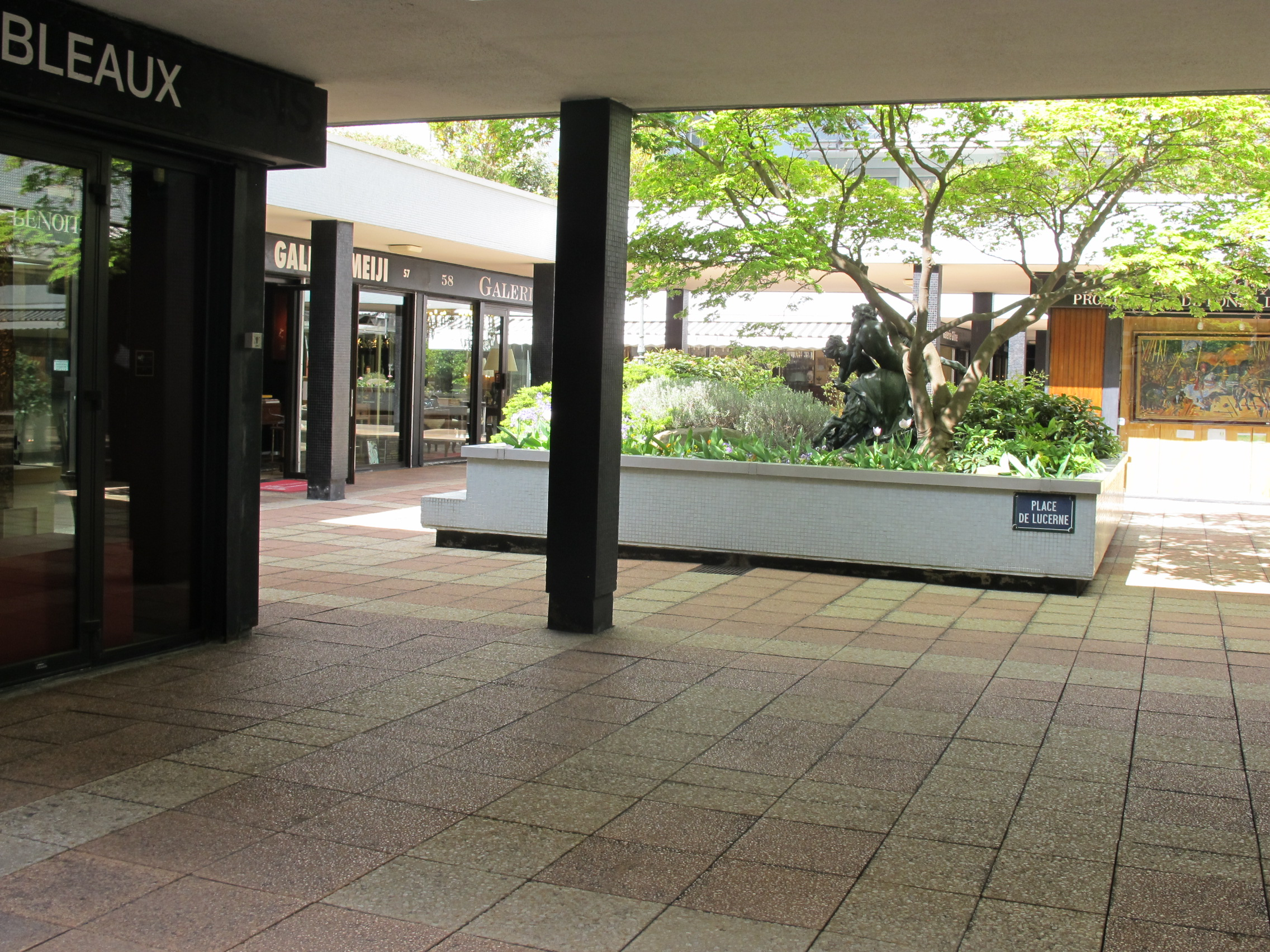
Současný stav – Place de Lucerne

Village suisse (česky Švýcarská vesnice) je malá čtvrť v Paříži vytvořená u příležitosti světové výstavy v roce 1900. Nachází se v 15. obvodu poblíž Champ-de-Mars v oblasti ohraničené Avenue de Suffren, Rue Dupleix, Rue Alasseur a Avenue de Champaubert.
Na tomto místě byla postavena replika alpské vesnice ve Švýcarsku a obří kolo. Zatímco kolo bylo v roce 1937 demontováno kvůli další světové výstavě, napodobenina vesnice zůstala a začala být využívána jako bleší trh. V 70. letech byly dřevěné boudy nahrazeny souborem moderních budov a obchodníci se přestěhovali do přízemních obchodů.
Současná výstavba zachovala pro vnitřní náměstí názvy švýcarských měst, které byly použity u původní švýcarské vsi (Bern, Lausanne atd.)
Dnes je Village suisse známá především pro obchody se starožitnostmi.